# Virsliga 2008
La Virsliga 2008 fue la 18.ª edición del torneo de fútbol más importante de Letonia desde su independencia de la Unión Soviética y que contó con la participación de 10 equipos por primera vez desde 1996.
El FK Ventspils gana su tercera liga de manera consecutiva.

## Primera Ronda

### Clasificación
| Pos. | Equipo             | Pts. | PJ | G  | E | P  | GF | GC | Dif. | Clasificación       |
| ---- | ------------------ | ---- | -- | -- | - | -- | -- | -- | ---- | ------------------- |
| 1    | Ventspils          | 40   | 18 | 12 | 4 | 2  | 33 | 6  | +27  | Ronda de Campeonato |
| 2    | Skonto             | 36   | 18 | 11 | 3 | 4  | 28 | 19 | +9   | Ronda de Campeonato |
| 3    | Dinaburg           | 32   | 18 | 9  | 5 | 4  | 22 | 13 | +9   | Ronda de Campeonato |
| 4    | Rīga               | 30   | 18 | 9  | 3 | 6  | 28 | 27 | +1   | Ronda de Campeonato |
| 5    | Liepājas Metalurgs | 30   | 18 | 7  | 9 | 2  | 27 | 17 | +10  | Ronda de Campeonato |
| 6    | Daugava Daugavpils | 24   | 18 | 6  | 6 | 6  | 27 | 22 | +5   | Ronda de Campeonato |
| 7    | Vindava Ventspils  | 17   | 18 | 4  | 5 | 9  | 14 | 27 | −13  | Ronda de Descenso   |
| 8    | Jūrmala            | 16   | 18 | 3  | 7 | 8  | 15 | 27 | −12  | Ronda de Descenso   |
| 9    | Blāzma Rēzekne     | 10   | 18 | 2  | 4 | 12 | 8  | 26 | −18  | Ronda de Descenso   |
| 10   | Olimps/RFS         | 9    | 18 | 1  | 6 | 11 | 12 | 30 | −18  | Ronda de Descenso   |

 Fuente: Latvian Football Federation (en letón)
Criterios de clasificación: 1) Puntos; 2) Enfrentamiento directo; 3) Gol diferencia entre sí; 4) Goles entre sí; 5) Gol diferencia; 6) Goles anotados en total.
Notas:
1. 1 2  RĪG 2–2 LIE; LIE 2–2 RĪG

### Resultados
| Local \ Visitante     | BLĀ | DGD | DIN | JŪR | LIE | RFS | RĪG | SKO | VEN | VIN |
| --------------------- | --- | --- | --- | --- | --- | --- | --- | --- | --- | --- |
| Blāzma Rēzekne        |     | 1–1 | 0–2 | 1–0 | 0–1 | 1–1 | 1–0 | 0–2 | 0–3 | 1–1 |
| FC Daugava Daugavpils | 2–0 |     | 0–1 | 0–0 | 4–1 | 3–1 | 6–1 | 1–3 | 1–4 | 1–1 |
| Dinaburg FC           | 2–1 | 0–3 |     | 2–2 | 0–0 | 1–0 | 2–0 | 3–0 | 0–1 | 1–1 |
| FK Jūrmala            | 1–0 | 0–0 | 0–0 |     | 1–1 | 1–1 | 1–3 | 1–1 | 0–1 | 2–1 |
| SK Liepājas Metalurgs | 1–0 | 2–0 | 1–0 | 7–2 |     | 1–1 | 2–2 | 1–2 | 0–0 | 2–0 |
| Olimps/RFS            | 1–1 | 0–0 | 0–2 | 2–1 | 1–3 |     | 1–3 | 0–1 | 1–3 | 0–1 |
| FK Rīga               | 2–1 | 1–0 | 1–1 | 3–1 | 2–2 | 3–1 |     | 1–2 | 1–0 | 1–2 |
| Skonto FC             | 1–0 | 3–1 | 0–3 | 2–1 | 2–2 | 3–1 | 1–2 |     | 1–0 | 3–0 |
| Ventspils             | 3–0 | 2–2 | 3–0 | 2–0 | 0–0 | 0–0 | 2–0 | 1–0 |     | 1–0 |
| Vindava Ventspils     | 2–0 | 1–2 | 0–2 | 0–1 | 0–0 | 2–0 | 1–2 | 1–1 | 0–7 |     |

## Ronda de Campeonato

### Clasificación
| Pos. | Equipo             | Pts. | PJ | G  | E  | P  | GF | GC | Dif. | Clasificación                                 |
| ---- | ------------------ | ---- | -- | -- | -- | -- | -- | -- | ---- | --------------------------------------------- |
| 1    | Ventspils (C)      | 63   | 28 | 19 | 6  | 3  | 53 | 14 | +39  | Segunda Ronda Clasificatoria Champions League |
| 2    | Liepājas Metalurgs | 53   | 28 | 14 | 11 | 3  | 48 | 25 | +23  | Segunda Ronda Clasificatoria Europa League    |
| 3    | Skonto             | 52   | 28 | 15 | 7  | 6  | 43 | 31 | +12  | Segunda Ronda Clasificatoria Europa League    |
| 4    | Dinaburg           | 38   | 28 | 10 | 8  | 10 | 32 | 31 | +1   | Primra Ronda Clasificatoria Europa League     |
| 5    | Daugava Daugavpils | 37   | 28 | 10 | 7  | 11 | 40 | 35 | +5   |                                               |
| 6    | Rīga               | 33   | 28 | 10 | 3  | 15 | 36 | 55 | −19  |                                               |

 Fuente: Latvian Football Federation (en letón)
Criterios de clasificación: 1) Puntos; 2) Enfrentamiento directo; 3) Gol diferencia entre sí; 4) Goles entre sí; 5) Gol diferencia; 6) Goles anotados en total.
Notas:
1. 1 2  El Daugava Daugavpils ganó la Latvian Football Cup 2008, por lo que obtuvo la clasificación a la Segunda Ronda Clasificatoria UEFA Europa League. Sin embargo, el Daugava Daugavpils se fusionó con el Dinaburg, por lo que el puesto en la Europa League fue adjudicado por la posición en la tabla.

### Resultados
| Local \ Visitante     | DGD | DIN | LIE | RĪG | SKO | VEN |
| --------------------- | --- | --- | --- | --- | --- | --- |
| FC Daugava Daugavpils |     | 2–0 | 1–2 | 2–0 | 2–1 | 0–2 |
| Dinaburg FC           | 3–3 |     | 0–0 | 3–1 | 0–1 | 0–3 |
| SK Liepājas Metalurgs | 3–1 | 3–1 |     | 3–0 | 0–0 | 1–2 |
| FK Rīga               | 0–2 | 3–2 | 1–4 |     | 1–2 | 0–2 |
| Skonto FC             | 1–0 | 1–1 | 2–3 | 3–1 |     | 2–2 |
| Ventspils             | 1–0 | 1–0 | 0–2 | 5–1 | 2–2 |     |

## Ronda de Descenso

### Clasificación
| Pos. | Equipo             | Pts. | PJ | G  | E  | P  | GF | GC | Dif. | Clasificación o descenso              |
| ---- | ------------------ | ---- | -- | -- | -- | -- | -- | -- | ---- | ------------------------------------- |
| 1    | Jūrmala            | 40   | 30 | 10 | 10 | 10 | 35 | 34 | +1   |                                       |
| 2    | Vindava Ventspils  | 36   | 30 | 9  | 9  | 12 | 27 | 41 | −14  |                                       |
| 3    | Blāzma Rēzekne (G) | 23   | 30 | 5  | 8  | 17 | 20 | 43 | −23  | Playoff de Descenso                   |
| 4    | Olimps/RFS (D)     | 17   | 30 | 2  | 11 | 17 | 22 | 47 | −25  | Descenso a la Primera Liga de Letonia |

 Fuente: Latvian Football Federation (en letón)
Criterios de clasificación: 1) Puntos; 2) Enfrentamiento directo; 3) Gol diferencia entre sí; 4) Goles entre sí; 5) Gol diferencia; 6) Goles anotados en total.

### Resultados
| Local \ Visitante | BLĀ | JŪR | RFS | VIN |
| ----------------- | --- | --- | --- | --- |
| Blāzma Rēzekne    |     | 2–1 | 1–1 | 0–1 |
| FK Jūrmala        | 2–0 |     | 2–0 | 3–0 |
| Olimps/RFS        | 0–0 | 1–1 |     | 0–2 |
| Vindava Ventspils | 2–0 | 0–0 | 1–0 |     |

| Local \ Visitante | BLĀ | JŪR | RFS | VIN |
| ----------------- | --- | --- | --- | --- |
| Blāzma Rēzekne    |     | 1–3 | 1–0 | 2–2 |
| FK Jūrmala        | 2–1 |     | 3–0 | 0–0 |
| Olimps/RFS        | 2–2 | 0–2 |     | 5–1 |
| Vindava Ventspils | 1–2 | 2–1 | 1–1 |     |

### Playoff de Descenso
| 15-11-2008 | Tranzīts Ventspils | 1 – 5   | Blāzma Rēzekne                                           | 2. pamatskolas stadions, Ventspils                           |                                                              |
|            | Baturinskis 42'    | Reporte | Gramovičs 55' 64' 74' (pen.) · Kurakins 70' · Silovs 86' | Asistencia: 250 espectadores Árbitro(s): Vadims Direktorenko | Asistencia: 250 espectadores Árbitro(s): Vadims Direktorenko |

| 18-11-2008 | Blāzma Rēzekne | 1 – 0 (Global 6 - 1) | Tranzīts Ventspils | Sporta Aģentūras Stadions, Rēzekne                       |                                                          |
|            | Silovs 78'     | Reporte              |                    | Asistencia: 338 espectadores Árbitro(s): Andrejs Sipailo | Asistencia: 338 espectadores Árbitro(s): Andrejs Sipailo |

## Goleadores
| # | Nombre               | Club                  | Goles |
| - | -------------------- | --------------------- | ----- |
| 1 | Vits Rimkus          | FK Ventspils          | 14    |
| 2 | Kristaps Grebis      | FK Liepājas Metalurgs | 13    |
| 2 | Oļegs Malašenoks     | FK Jūrmala            | 13    |
| 4 | Andrejs Butriks      | FK Ventspils          | 11    |
| 5 | Mikalay Ryndzyuk     | Dinaburg FC           | 9     |
| 5 | Vladimir Dvalishvili | Skonto FC             | 9     |